# 정부와 정사
"정부와 정사"는 1989년에 개봉한 대한민국의 영화이다.

## 캐스팅
- 한윤경
- 이영욱
- 국정환
- 정선우
- 홍성영
- 최강호
- 차화선
- 장철
- 김광식
- 홍기영
- 홍영상
- 서명석
- 윤상덕